# Кременчуцький м'ясокомбінат
Кременчуцький м'ясокомбінат — українське підприємство, що знаходиться в Кременчуці. Спеціалізується на виробах з м'яса, випускає продукцію під торговою маркою «Кременчукм'ясо». Входить до фінансо-промислової групи «Фінанси та Кредит».

## Історія
У 1913 році в місті засновано бійню, яку 1927 р. переформували в беконну фабрику. На той момент на підприємстві було встановлене німецьке обладнання. З 14 липня 1998 року, під керівництвом Бабаєва Олега Мейдановича — ВАТ "Кременчукм'ясо".

## Виробництво

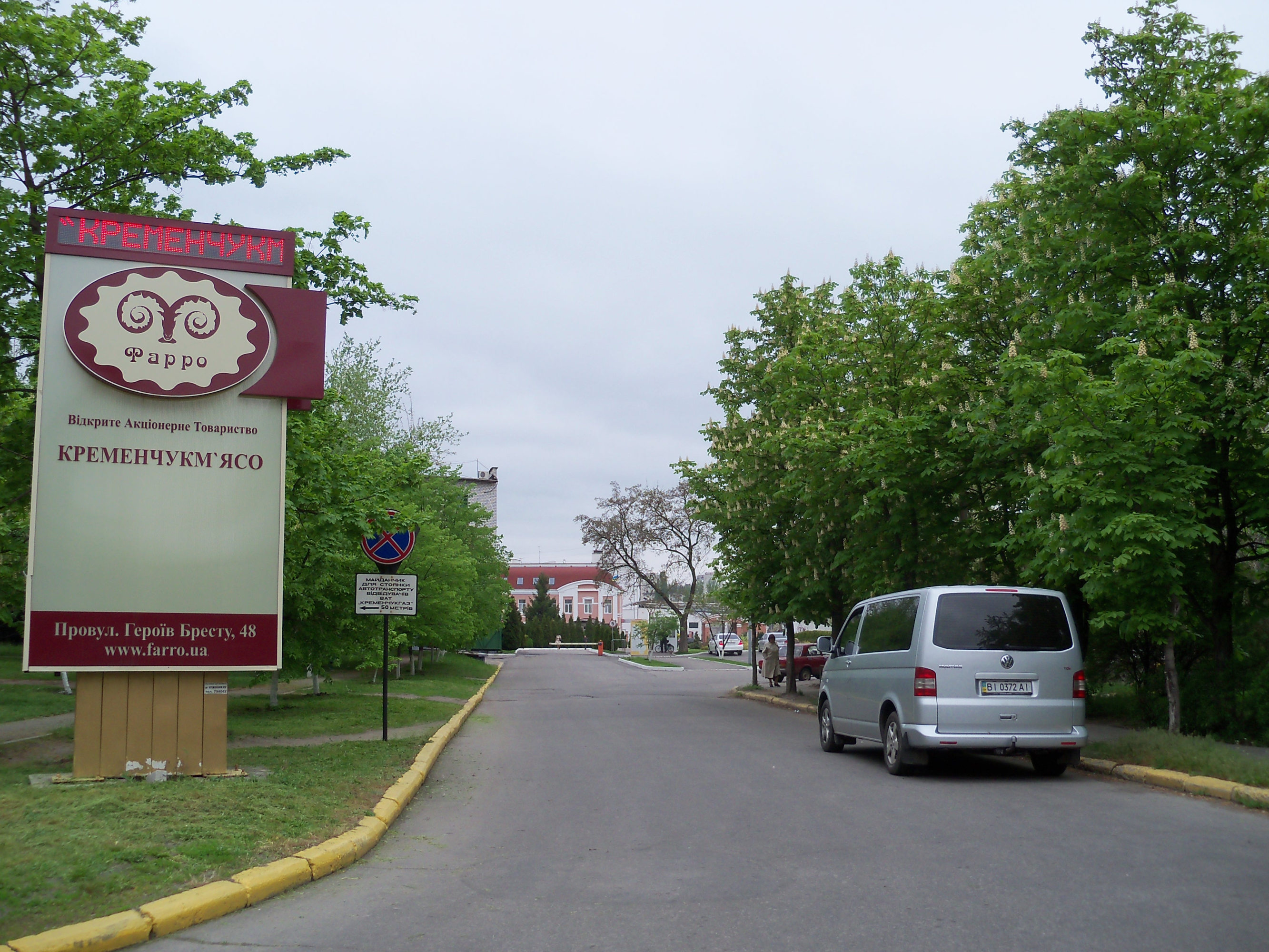
Вхід на підприємство

М'ясокомбінат виробляє до 70 тонн продукції на добу. Площа потужностей виробництва — 14 га.
Наявний відділ виробничо-ветеринарного контролю, акредитований згідно з Держстандартом України.

## Спонсорство
Підприємство є спонсором футбольних клубів «Кремінь» та «Ворскла».